# Barockgarten

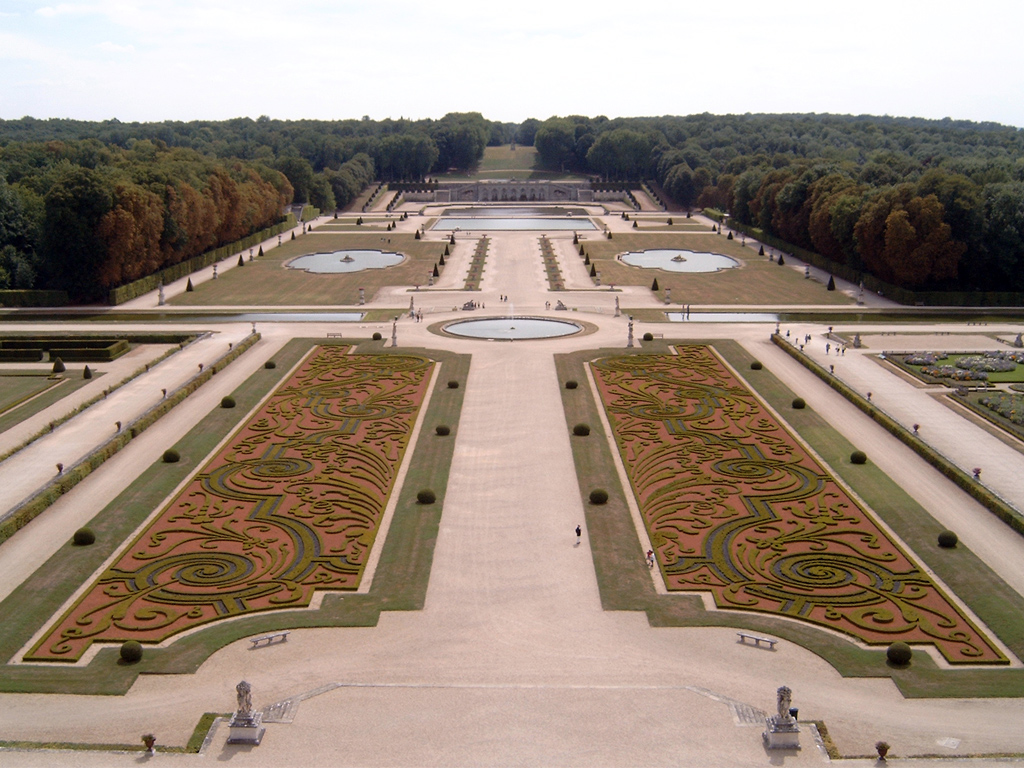
Schloss Vaux-le-Vicomte: Blick auf Broderieparterres, seitliche formale Blumenbeete und im Hintergrund ruhige Rasen- und Wasserflächen mit architektonischer Rahmung sowie der weiten Sichtachse.

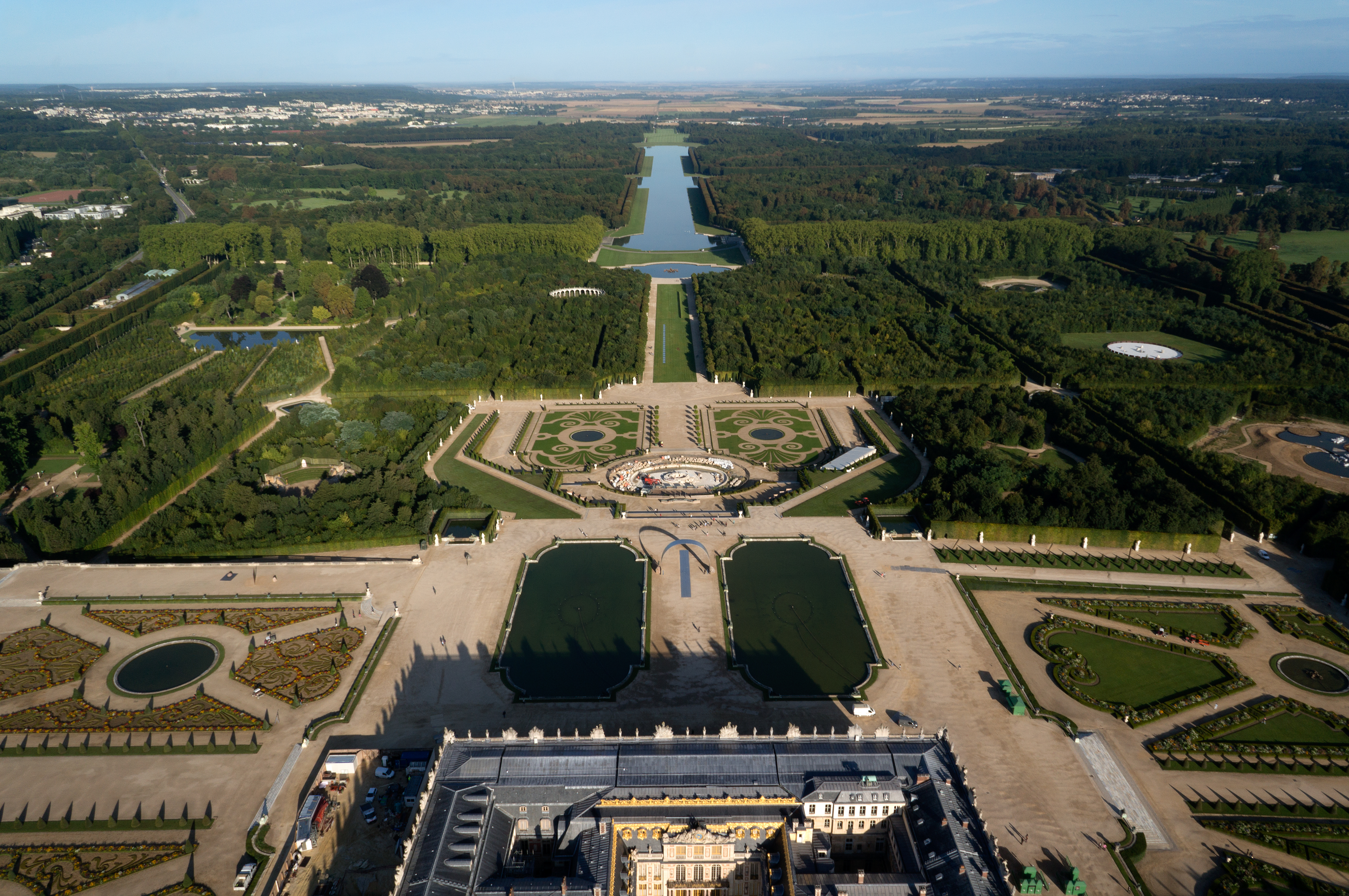
Schloss Versailles und sein Park, mit Wasserflächen im Vorder- und Hintergrund sowie als ovale Spiegel inmitten von Parterres; diese dienten auch der Spiegelung der Feuerwerke.

Die ersten Barockgärten wurden in der Zeit des Barocks in Frankreich angelegt, man nennt sie deswegen auch französische Gärten. Die formal strenge Gartenanlage des Französischen Gartens bildet mit dem naturnaheren Englischen Garten bis heute eine der beiden grundlegenden Ausprägungen der traditionellen europäischen Gartenarchitektur.

## Entwicklung der Barockgärten
In seiner Idee geht der Barockgarten auf die ebenfalls formalen italienischen Gärten der Renaissance zurück. Die Renaissancegärten waren noch kleiner und durch Aneinanderreihung verschiedener sogenannter Kompartimente kleinteiliger gestaltet, mit einem geringen Bezug zum Gebäude. Der Barockgarten dagegen ist ein integraler Teil des architektonischen Gesamtkonzeptes des Barockschlosses.

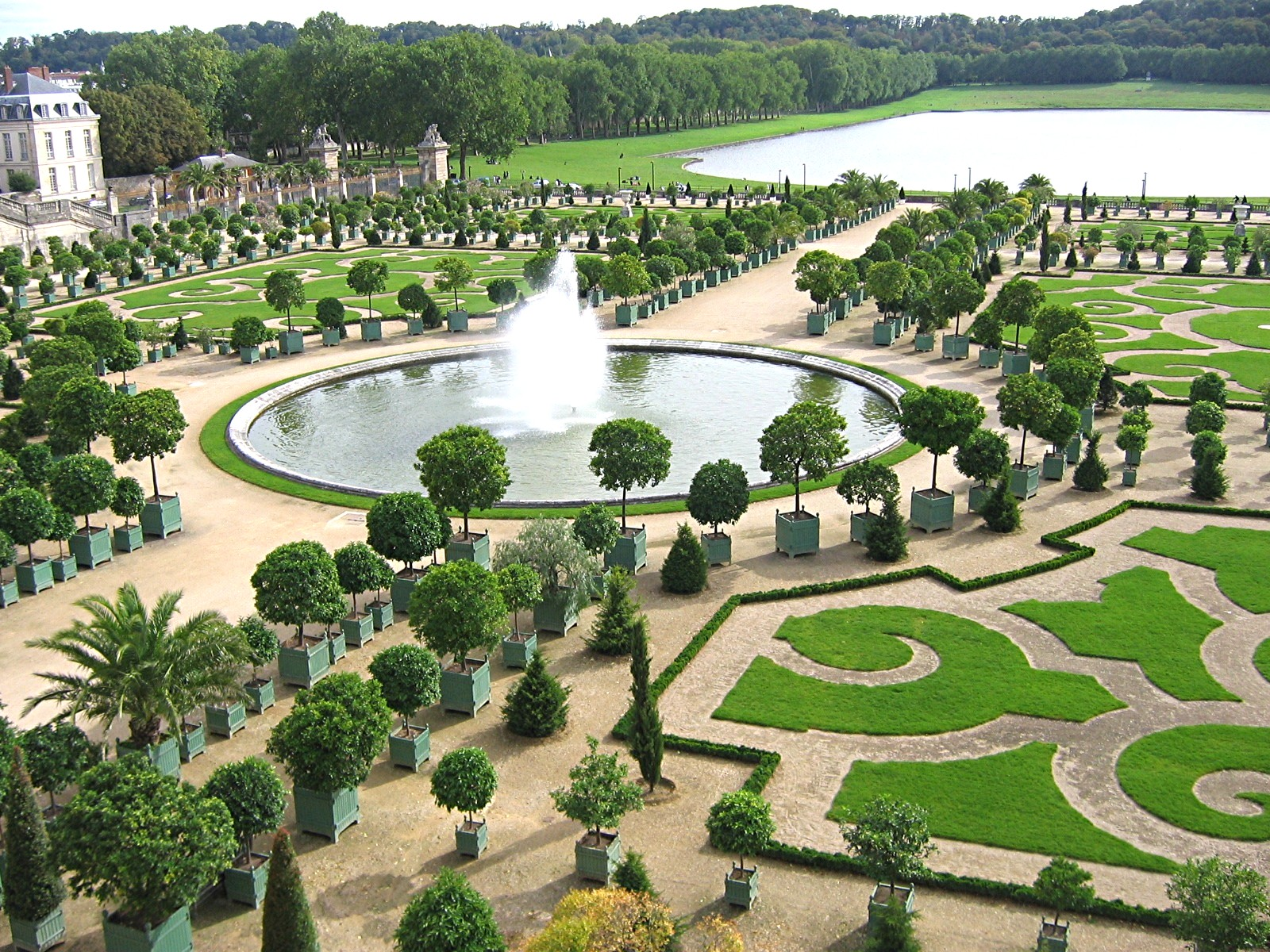
Orangerieparterre von André Le Nôtre im Schlosspark von Versailles

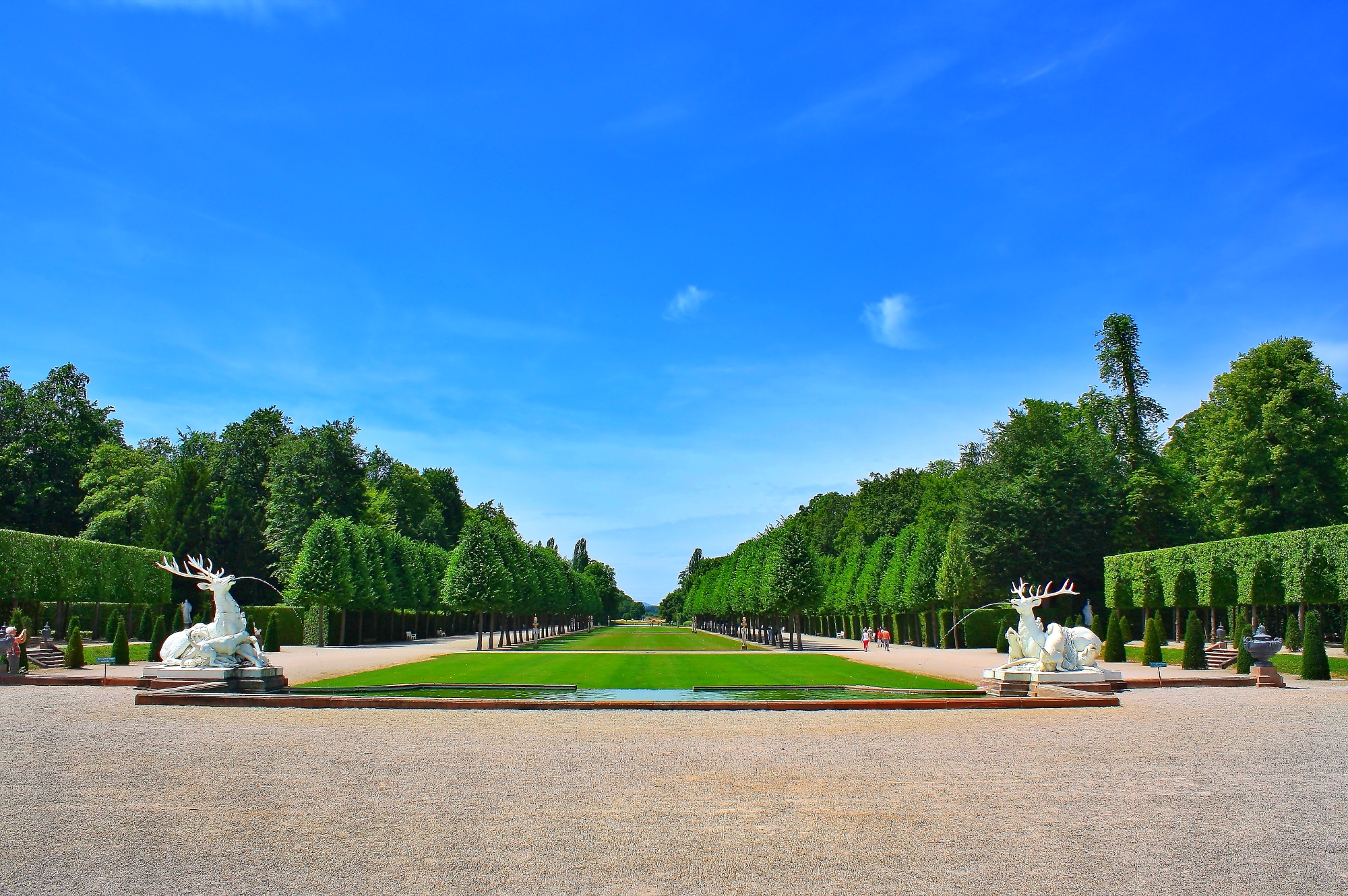
Sichtachse vor dem Schwetzinger Schloss

Die Entwicklung der Barockarchitektur und der Gartenkunst verlief weitgehend parallel, die Entwürfe der großflächigen Gartenanlagen waren Teil des Selbstverständnisses der absolutistischen Fürsten, die mit Hilfe der gebändigten Natur Macht und Wohlstand ausdrückten. Einen Meilenstein der barocken Gartenkunst bilden Schloss und Schlosspark von Vaux-le-Vicomte. Der berühmte Gartenarchitekt des Barocks war André Le Nôtre. Seine Werke und die Arbeiten seiner Schüler, wie Dominique Girard, beeinflussten die Gartengestaltung der gesamten Epoche. Die Planung der Gartenanlagen erfolgte in direkter Zusammenarbeit mit den Architekten der Residenzen.
Der Schlosspark, das Schloss, die Nebengebäude und oft eine der Residenz vorgelagerte Ortschaft, wie in Karlsruhe, Mannheim und Versailles, bilden ein gestalterisches Ganzes. Auch der Garten wird geometrisch gegliedert mit Haupt- und Nebenachsen, die durch Kanäle, Bassins oder Wege gebildet werden. Meist wird eine zentrale Sichtachse umgeben von einem System paralleler und sich in regelmäßigen Abständen rechtwinklig und sternförmig schneidender Wege. Die so abgetrennten Kompartimente werden durch geometrisch beschnittene Bäume und Sträucher, Hecken und Blumenbeete in ornamentalen Formen, Rasenflächen und südländische Pflanzen gestaltet, die im Winter in einer Orangerie untergebracht werden. Ergänzend setzen Treppenanlagen, Kanäle, Grotten, Springbrunnen, Wasserspiele und Skulpturen Akzente. Dem Zeitalter des Rationalismus entsprechend ist der Barockgarten ein ganz und gar künstliches, durch den Menschen geschaffenes Gebilde. Bei der Planung wurde höchster Wert auf Regelmäßigkeit und Symmetrie gelegt.
Die Anlage der Barockgärten erforderte manchmal Tausende Arbeitskräfte. Vielerorts mussten großflächig Sumpf- oder Waldgebiete urbar gemacht werden, kilometerlange Kanäle wurden aus gestaltungstechnischen Gründen, aber vor allem zur Be- oder Entwässerung gezogen. Heerscharen von Gärtnern waren mit der Aufzucht von Blühpflanzen ebenso beschäftigt wie mit dem Beschneiden der Hecken. Die großen und kleinen Fürstenhöfe der Epoche waren mit ihrer gewaltigen Hofhaltung und den großen Gärten wichtige Arbeitgeber und Wirtschaftsfaktoren.
Ab der Mitte des 18. Jahrhunderts wurden die Barockgärten allmählich durch den Englischen Landschaftsgarten abgelöst, die dem Geist der Empfindsamkeit besser entsprachen. Vollständig erhaltene Gärten des Barocks sind heute nur noch selten zu finden. Vielerorts verschwand der pflegeintensive Barockgarten vollständig, häufig vermischte er sich auch mit dem neuen Stil des Landschaftsparks.

## System der Barockgärten

Plan der Parkanlagen von Versailles (1746); gut erkennbar, wie tiefgreifend das geradlinige Wegesystem die Landschaft gliedert und unterordnet.

Gemeinsam ist allen Bereichen des Barockgartens das Dekorationsprogramm. Die griechische und die römische Mythologie waren beliebte Themen der Epoche; die Ereignisse und Figuren wurden in prächtigen Brunnen und Figurengruppen dargestellt. Zu Beginn des 18. Jahrhunderts spielte die Exotik eine größere Rolle, wobei die Gärten mit Interpretationen chinesischer Tempel oder türkischer Teehäuser ausgestattet wurden. Da der Barockpark der Verherrlichung seines Besitzers diente, finden sich allegorische Darstellungen seiner Taten oder seines Ranges. So sind die Wasserbassins vor dem Schloss von Versailles mit Statuen geschmückt, die Frankreichs größte Flüsse darstellen und somit symbolisch von der Größe des Landes künden.
Der klassische Barockpark französischer Prägung gliedert sich in eine bestimmte Abfolge von Gartenbereichen:

### Parterre

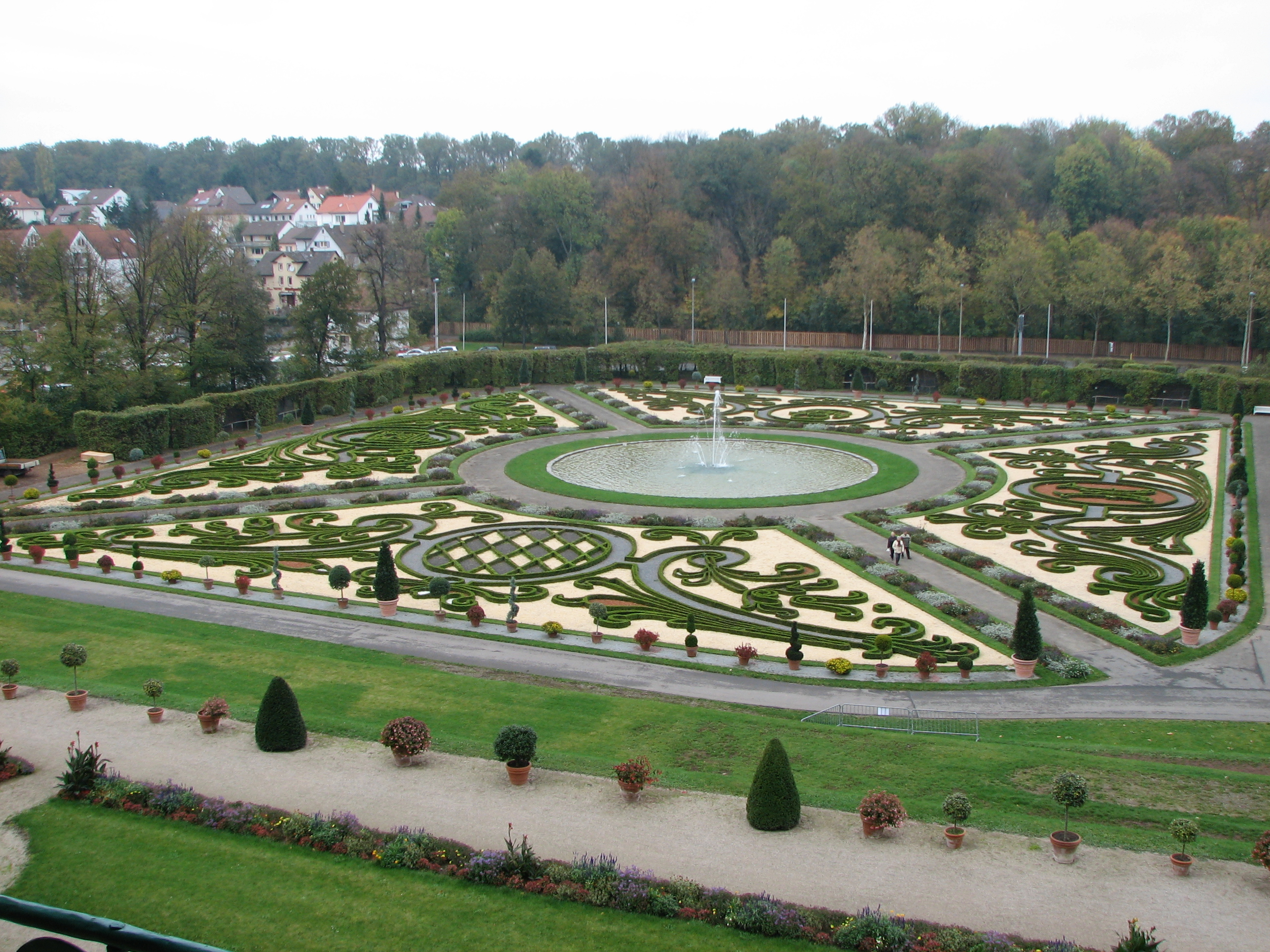
Parterre im Schlosspark Ludwigsburg

Vor der Gartenfassade des Schlosses befindet sich das Parterre. Die terrassenartigen Flächen in unmittelbarer Nähe des Schlosses sind aufwendig besonders für die Draufsicht aus der Beletage dekoriert. Ornamentale Rasenflächen, Blumenrabatten, nach Ars Topiaria beschnittene Buchsbäume, Taxus und Wasserspiele bilden barocke Formenelemente und Figuren. Auf den Flächen ahmt in Formen gestreuter bunter Kies feine Stickereien nach, diese so genannten Broderieparterres sind der künstlerische Höhepunkt des Barockgartens. Sie leiten den Übergang ein von der Gartenwelt zu den reich dekorierten Fassaden des Schlosses. Die Blumenpflanzungen nehmen mit der Entfernung zum Schloss ab zugunsten von Rasenteppichen, sogenannte Tapis vert, oder großen Wasserbassins, deren ruhige Flächen die Sinne auf die eigentlichen Prachtbeete vor der Hauptfassade einstimmen sollen. Eine besondere Form des Parterres ist das Parterre de pièces coupées pour les fleurs.

### Boskett

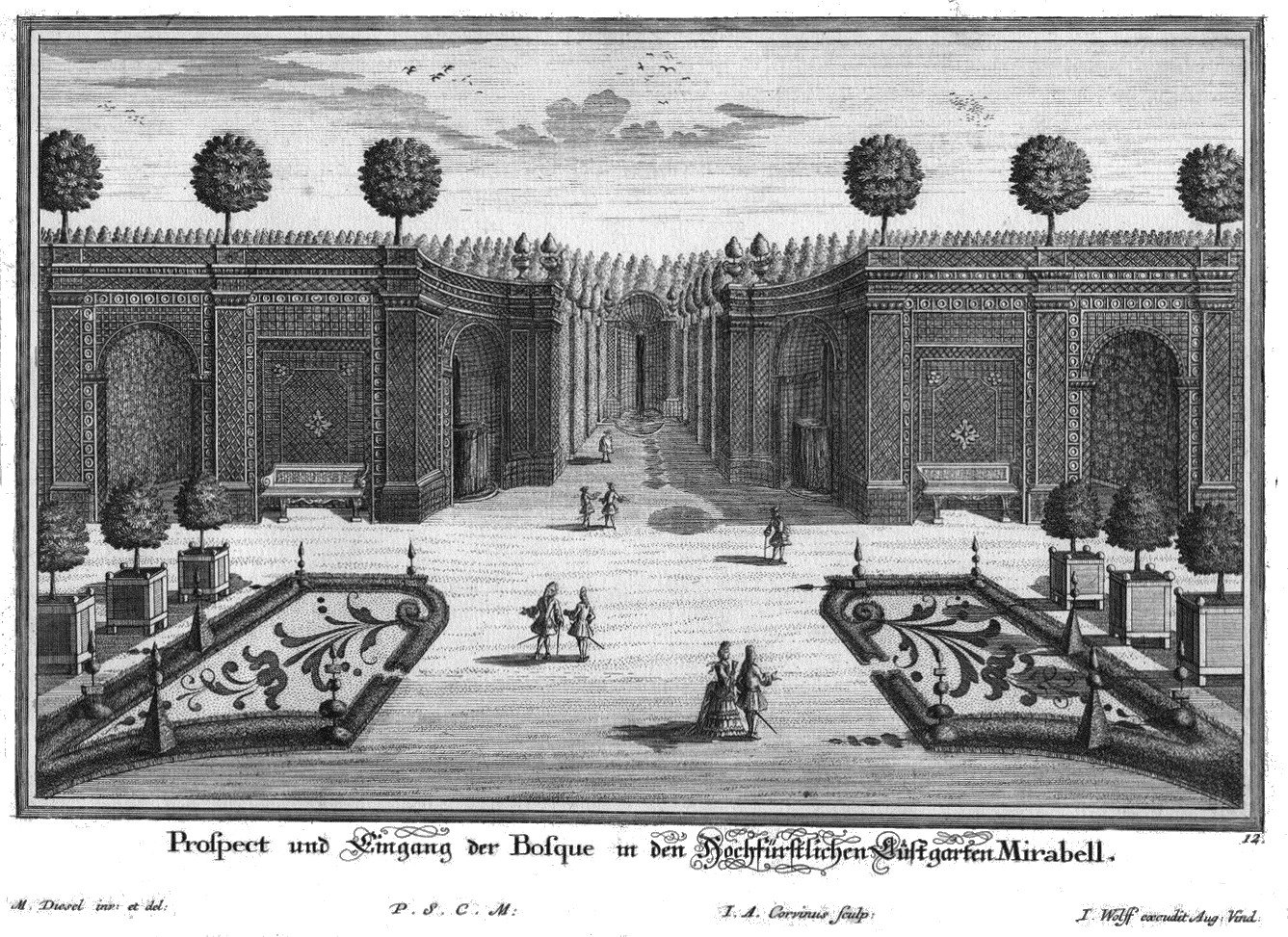
Boskett im Mirabell-Garten (um 1730)

Das Boskett ist der niederwaldartige Kunsthecken-Teil des Barockgartens. Seine zumeist geradlinigen Außenseiten werden durch dichte, in geometrisch exakte Formen geschnittene Hecken oder niedrige Bäume gebildet. Die Boskette sind fast immer spiegelsymmetrisch aufgebaut und liegen zumeist parallel auf beiden Seiten der Hauptachse des Gartens. Die derart gegliederten Bereiche beinhalten kleine Salons (Gartenzimmer) im Freien, sie wiederholen gewissermaßen den Innenraum des Schlosses in der Außenwelt. Den Bosketten sind unterschiedliche Nutzungsmöglichkeiten zugedacht, so finden sich hier oft Heckentheater, Irrgärten oder offene „Konzertsäle“. Sie können auch den Rahmen für Pavillons oder kleine Lustschlösser bieten.

### Wald
Von den Bosketten führen die Wege in den weitläufigen Waldbereich des Parks. Lange Alleen werden in Fächern oder sternförmigen Schneisen zusammengeführt, der Horizont spielerisch in die Ferne verlängert. Durch die axiale Gliederung konnten die Jagdflächen leicht erreicht werden und waren durch die Vielzahl angelegter Wege auch bequem mit Kutschen zu durchfahren. Der eigentliche Wald diente als Jagdgebiet für die Hofgesellschaft, er erfüllte damit gleichermaßen die notwendige Funktion als Nahrungserwerbsfläche wie auch als Stätte des Vergnügens.

## Stilistische Entwicklung
Ursprünglich ausgehend von Frankreich entwickelten sich die barocken Gärten Europas zum Teil stilistisch weiter. Die Grundmotive des französischen Gartens blieben üblicherweise erhalten, wie beschnittene Boskette, ein mythologischer Skulpturenschmuck und die Gliederung durch Sichtachsen. Die einzelnen Bestandteile wurden jedoch später unterschiedlich komponiert.

### Barockgärten niederländischer Prägung

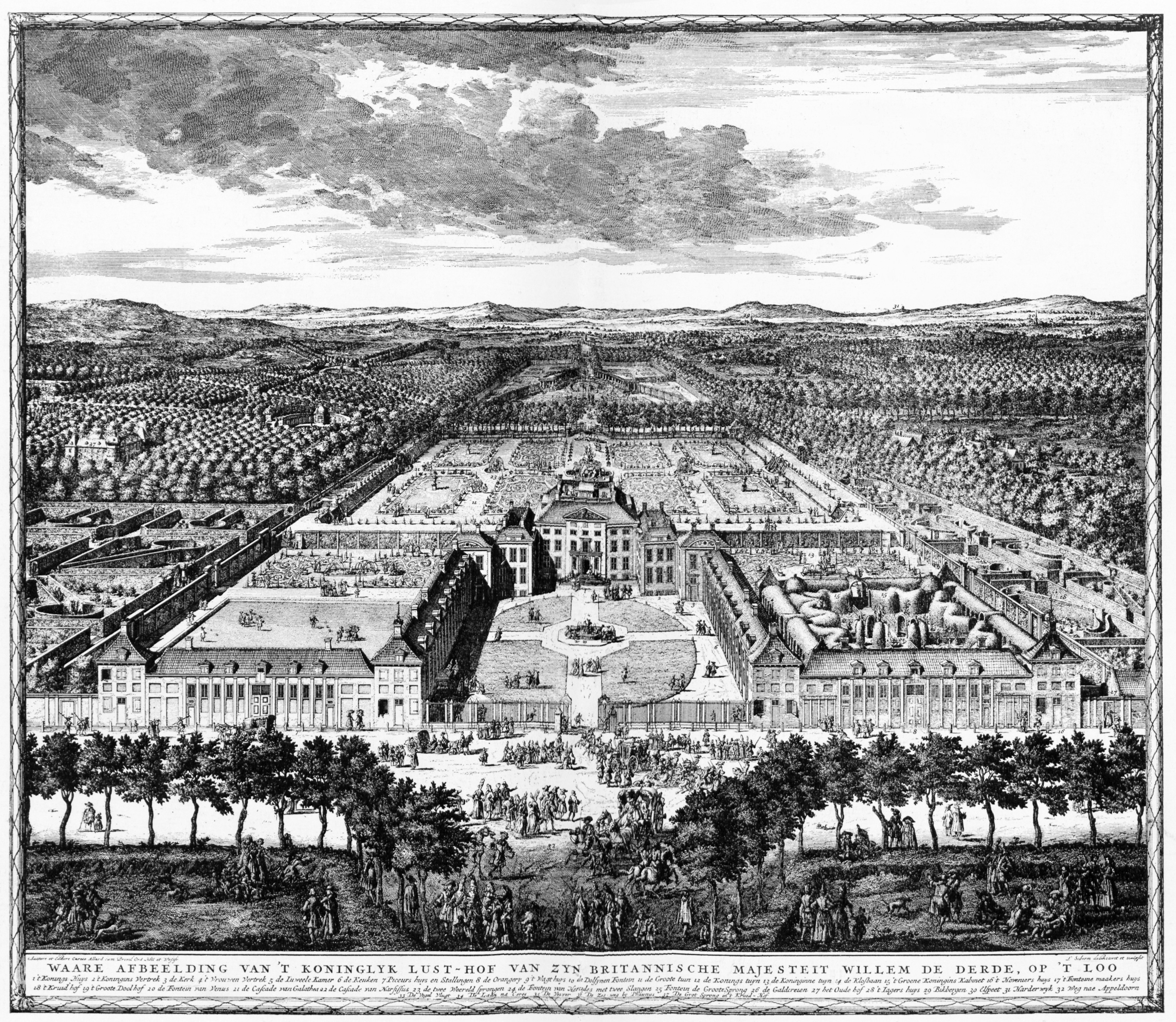
Schloss Het Loo und Gärten

Prägend wurde die Gartenarchitektur der Niederlande. Während sich der durch Le Nôtre geprägte französische Garten vor allem durch die Verwendung von weiten Wasser- sowie Rasenflächen, tiefen Sichtachsen und einen verhältnismäßig bescheidenen Blumenschmuck auszeichnet, sind die holländischen Gärten kleinteiliger gestaltet und weniger auf Fernwirkung bedacht, aber dafür üppiger mit prächtigen Broderien geschmückt. Die schon damals weitreichenden Handelskontakte der Niederländer führten zu einer intensiven Nutzung importierter Blumen in den Gärten. Das bekannteste Werk eines holländischen Gartens findet sich in Het Loo. Durch holländische Vorbilder beeinflusste Anlagen sind zum Beispiel der Große Garten in Hannover und die Parkanlagen von Schloss Frederiksborg in Dänemark.

### Rokokogärten

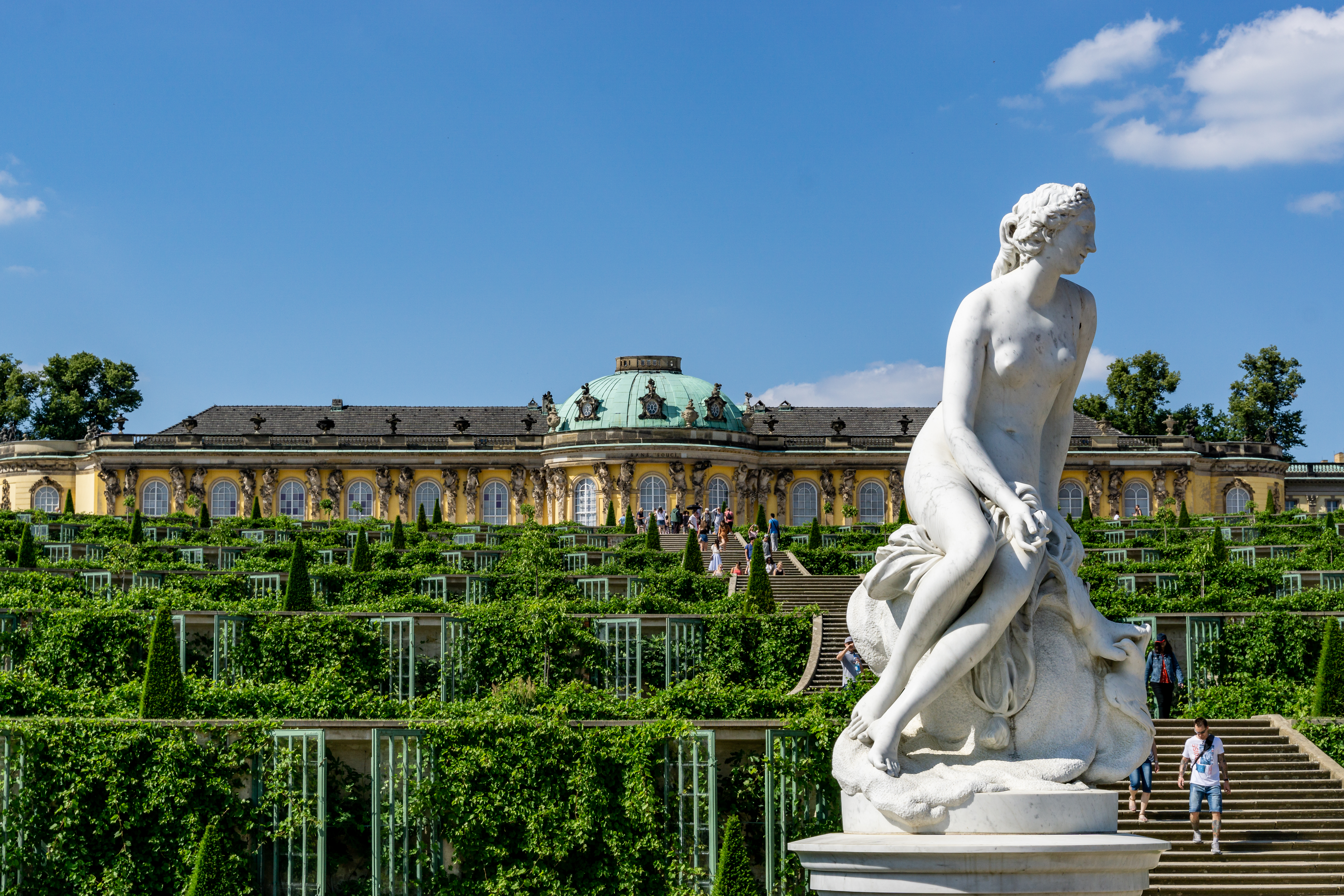
Terrassierter Weinberg in Sanssouci

In der ersten Hälfte des 18. Jahrhunderts entwickelten sich aus den großzügigen Barockgärten zum Teil intimere Gärten des Rokoko. Das symmetrische Grundkonzept des klassischen französischen Gartens wurde zum Teil aufgegeben und auf eine mächtige Hauptachse verzichtet, ebenso auf überdimensionierte Frei- und Wasserflächen. Die einzelnen Bereiche blieben zwar in sich meist symmetrisch, aber in bescheideneren Dimensionen, und sie lagen teilweise versteckt, um beim Spaziergang „entdeckt“ zu werden. Labyrinthische Irrgärten, Heckentheater, exotisch gestaltete Pavillons und Teehäuser, Grotten, Statuenrondelle, Einsiedeleien, Kapellen oder Grabpyramiden waren beliebt. Oft sind Themengärten anzutreffen, ebenso ummauerte Rosen- oder andere Blumengärten. Kleine Lustschlösser in den Parks ermöglichten den Zeitvertreib abseits des Hofzeremoniells.
Im Figurenschmuck fand eine Abkehr von schweren, mythologischen Motiven statt, hin zu heiteren Darstellungen mit Puttengruppen oder Bacchanten. Die Boskette erhielten Ausstattungen in Form verspielter Eremitagen oder Ruinen, sogenannter Follies. Der Potsdamer Ruinenberg etwa dekorierte ein Bassin für das Wasser der Springbrunnen, mit der Löwenburg (Kassel) entstand ab 1793 bereits ein erster Staffagebau im Stil der Neugotik.
Als beispielhaft für einen Garten des Rokoko gelten der Hofgarten von Schloss Veitshöchheim oder die Anlagen der Bayreuther Eremitage. In Norddeutschland war der Garten von Schloss Traventhal gerühmt, eine historisierende Variante wurde im 19. Jahrhundert am Schloss Linderhof erschaffen.

### Bilder

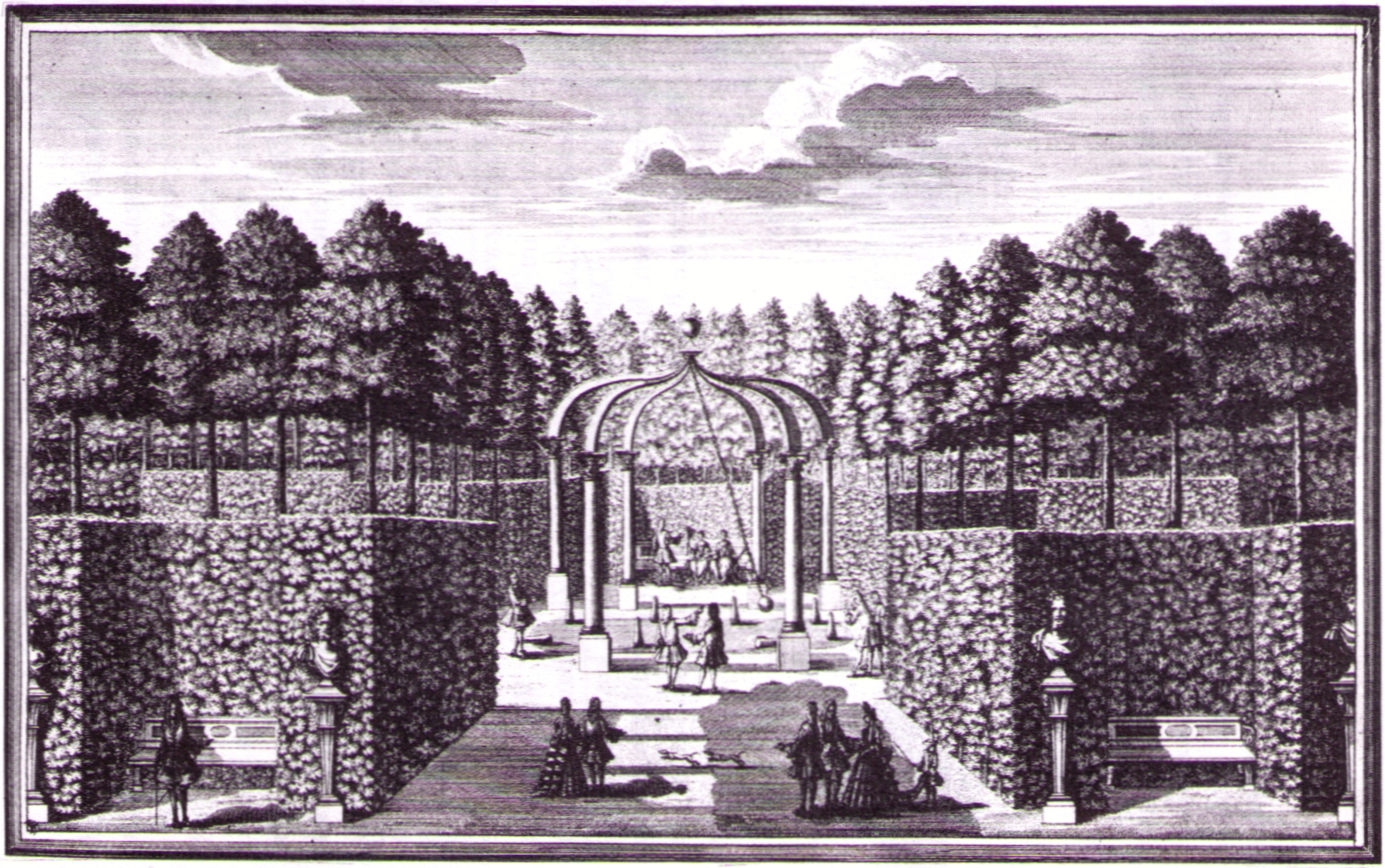
Das Boskett des Kegelspiels, Schloss Nymphenburg, 1722
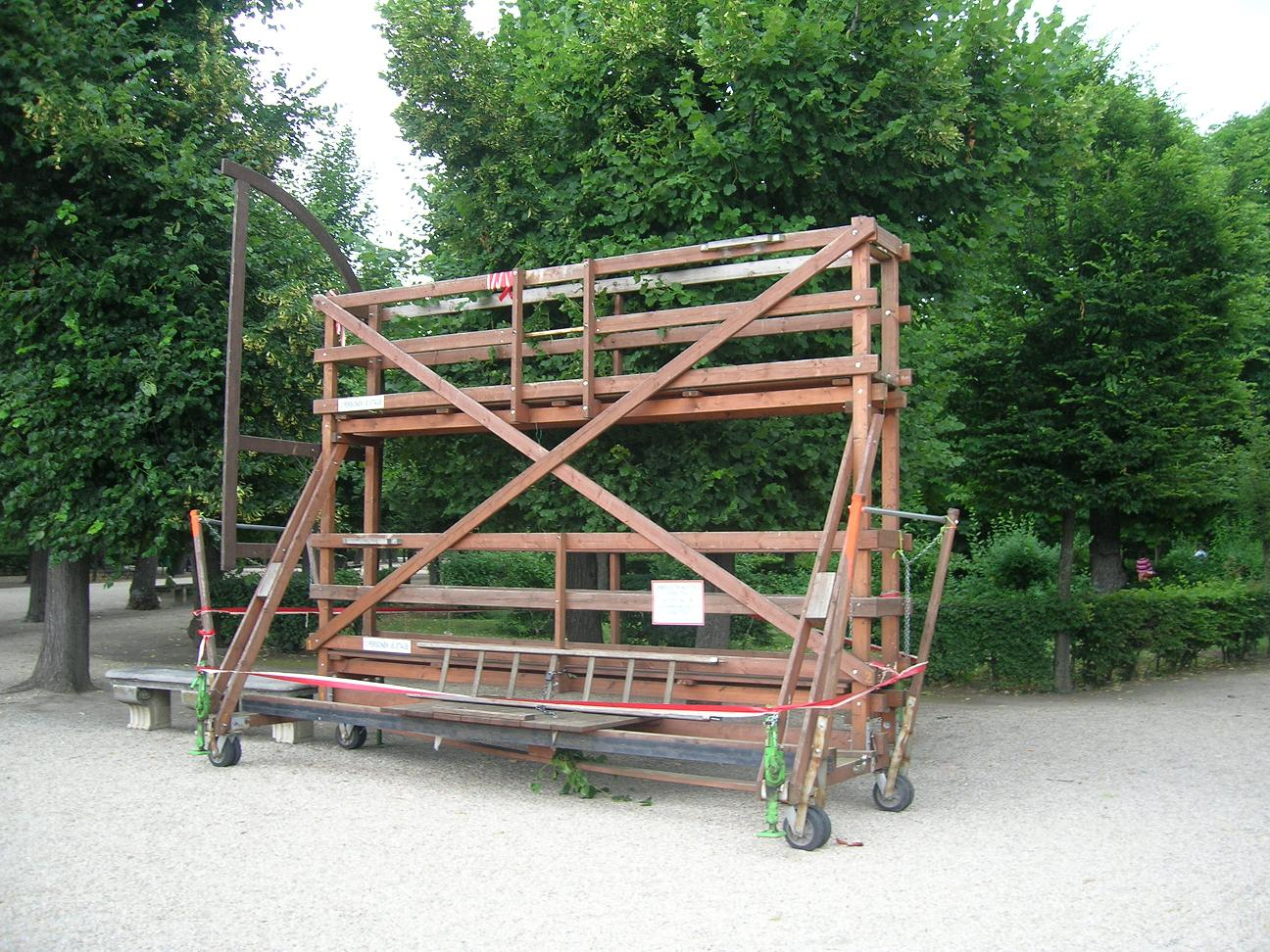
Gestell (nach historischen Vorbildern) zum Zurechtschneiden von Hecken im Park von Schloss Schönbrunn
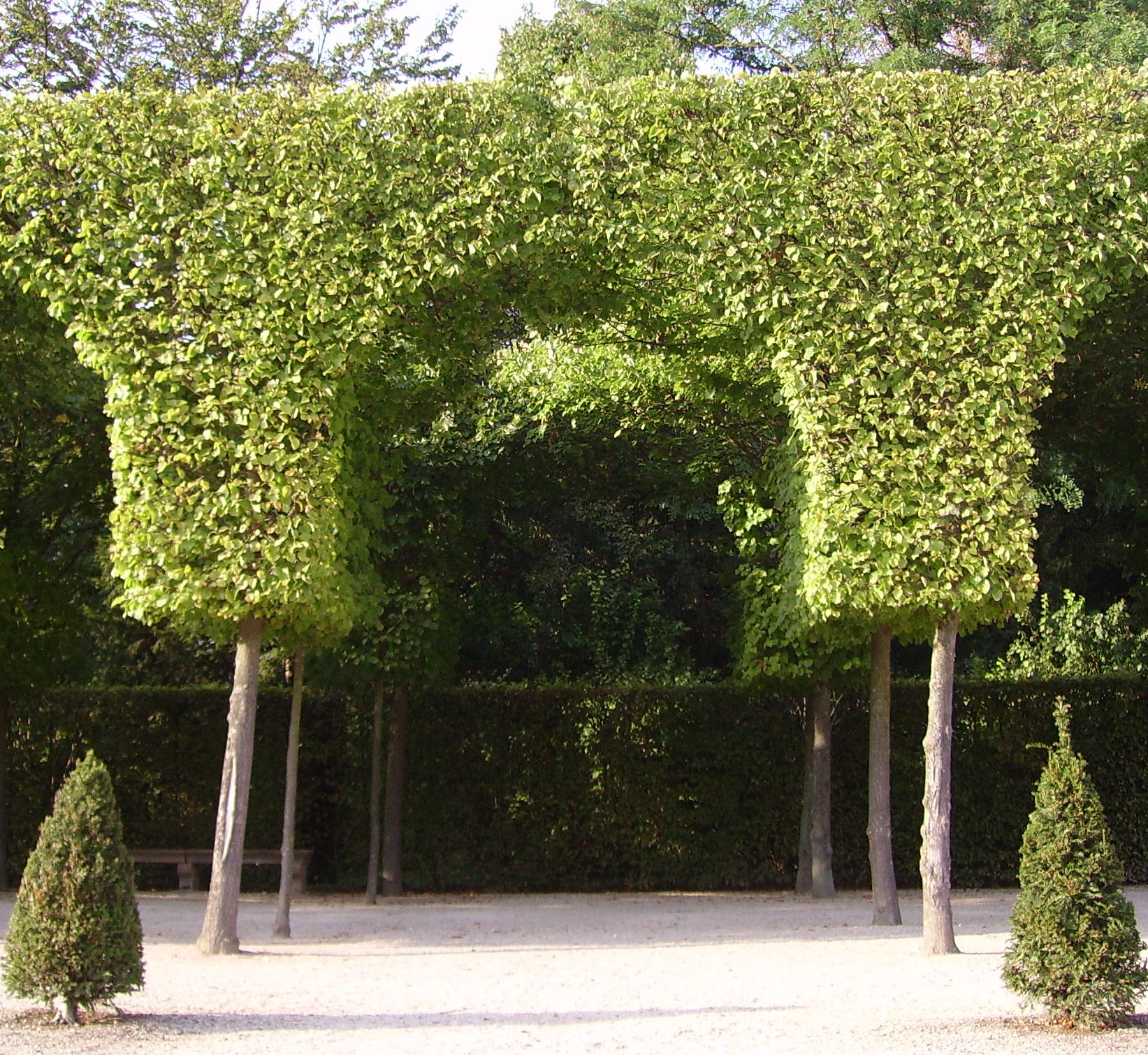
In Architekturformen geschnittener Heckengang, Schloss Schwetzingen
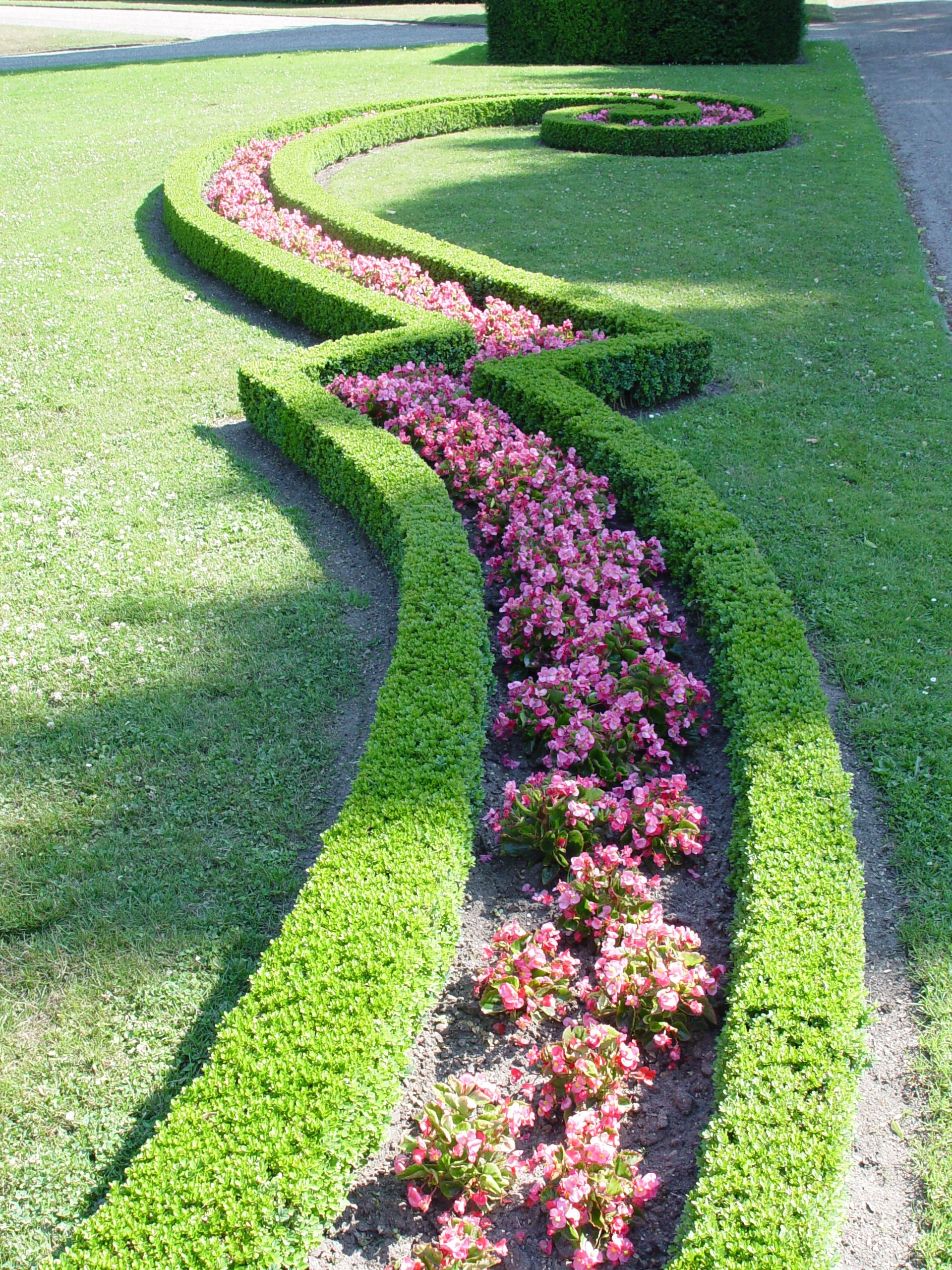
Detail eines Broderiebeets im Großen Garten in Hannover-Herrenhausen
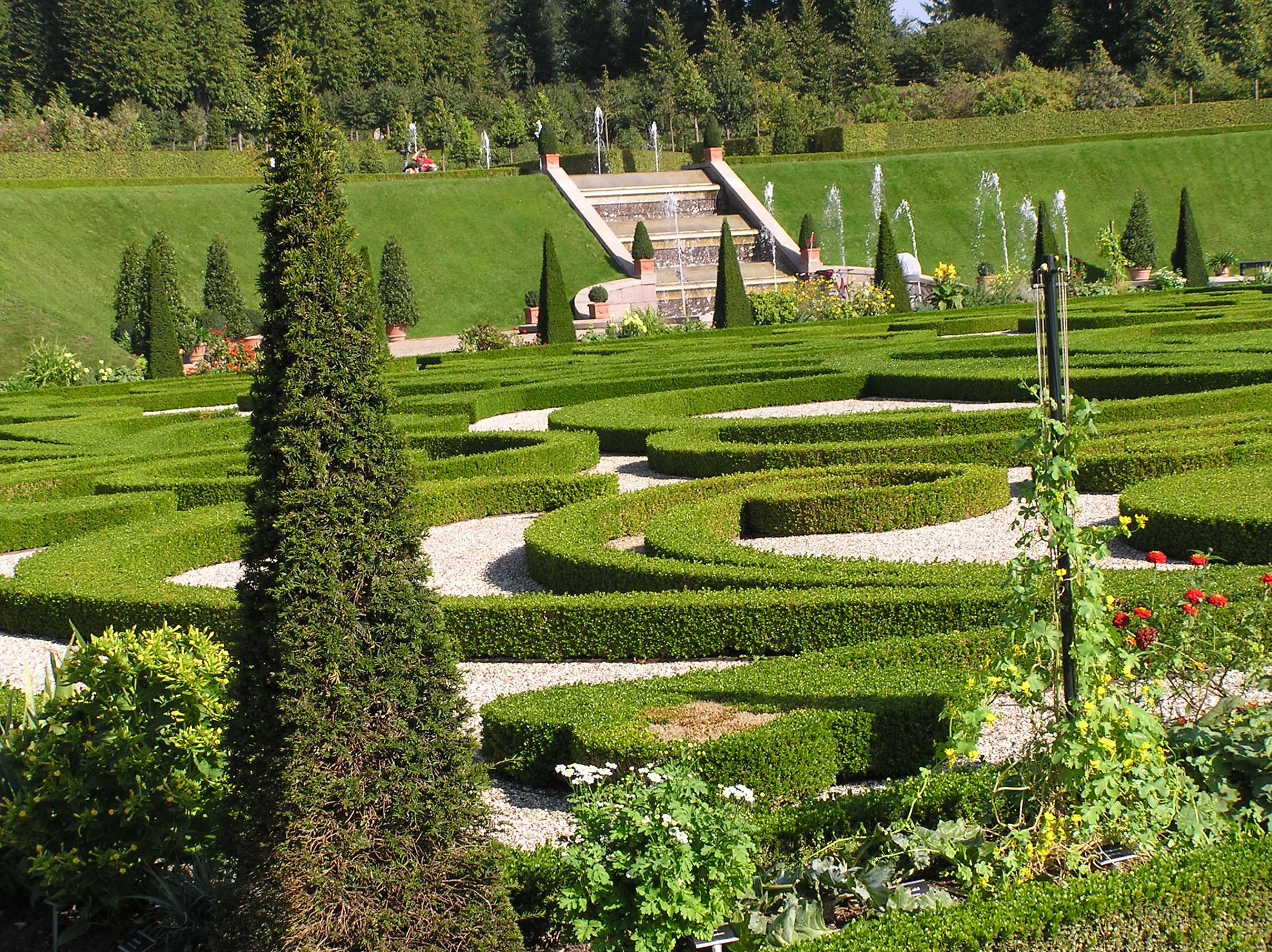
Broderiefläche im Garten von Schloss Frederiksborg

## Auswahl verschiedener Barock- und Rokokogärten
Einige Barockparks sind nicht mehr vollständig erhalten und vielerorts wurden Teilbereiche der Gärten im Laufe der Jahrhunderte umgestaltet.

### Deutschland
- Baden-Württemberg
  - Schlosspark Schwetzingen

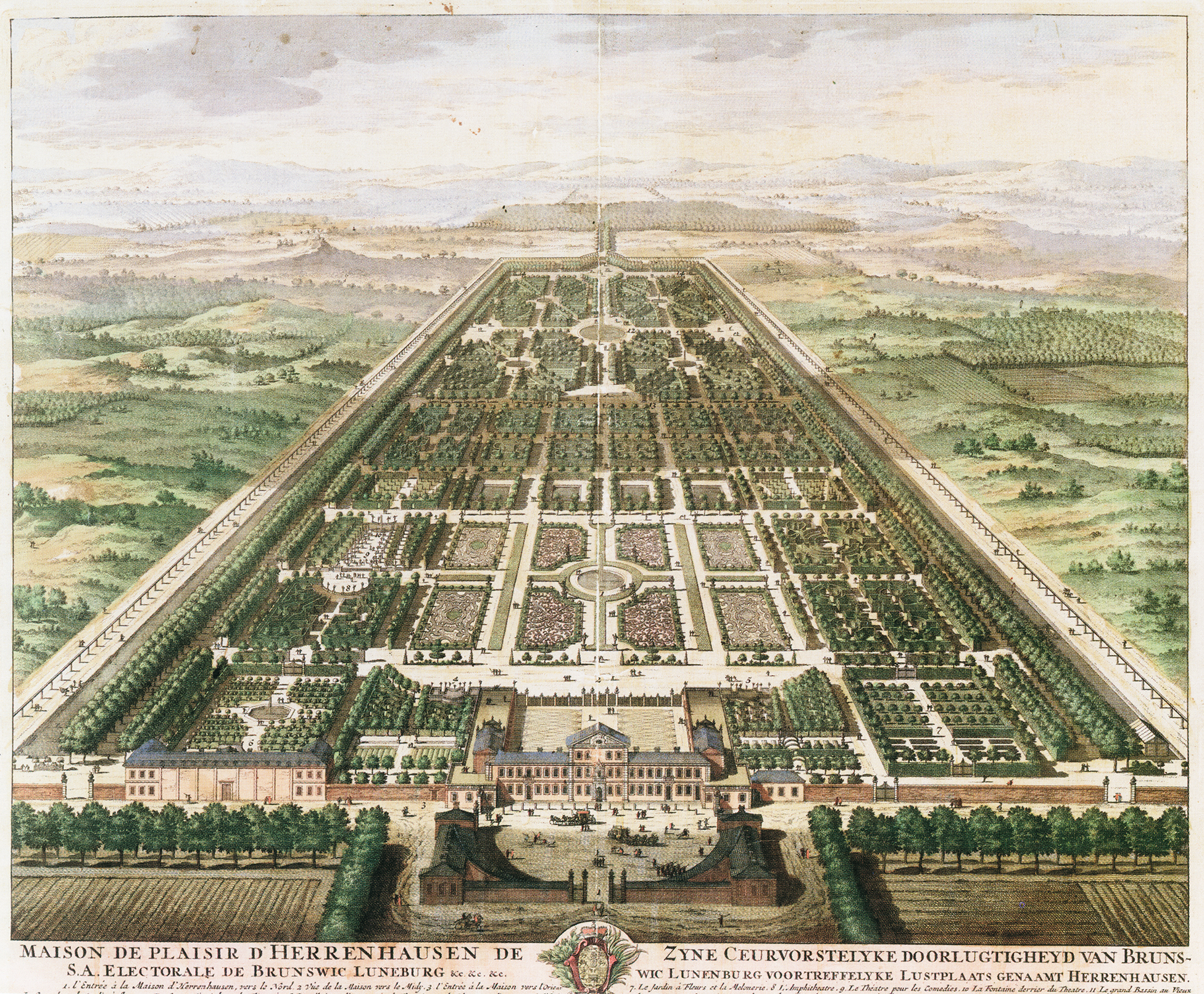
Großer Garten in Hannover-Herrenhausen, 1708

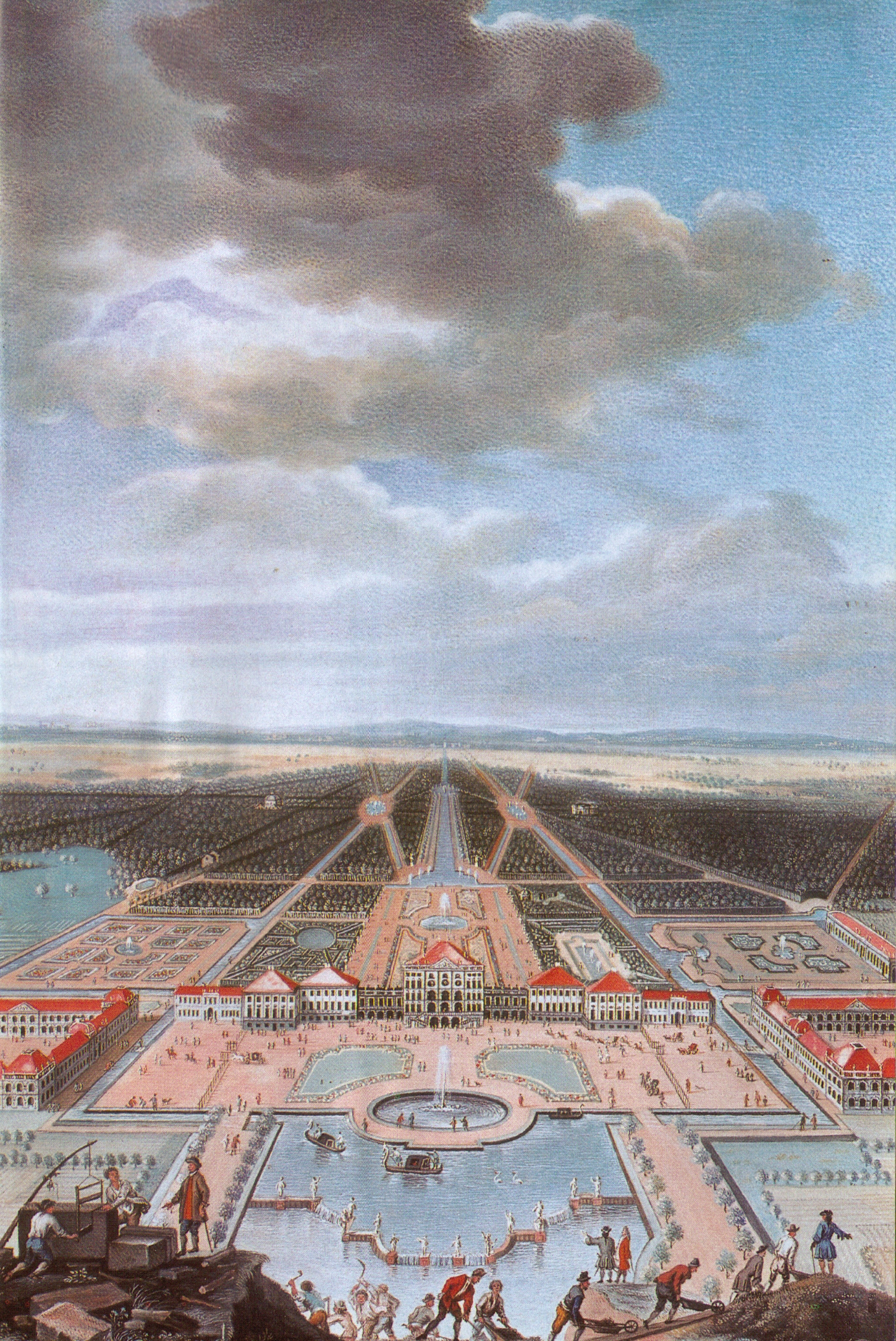
Schloss und Schlosspark Nymphenburg, um 1730

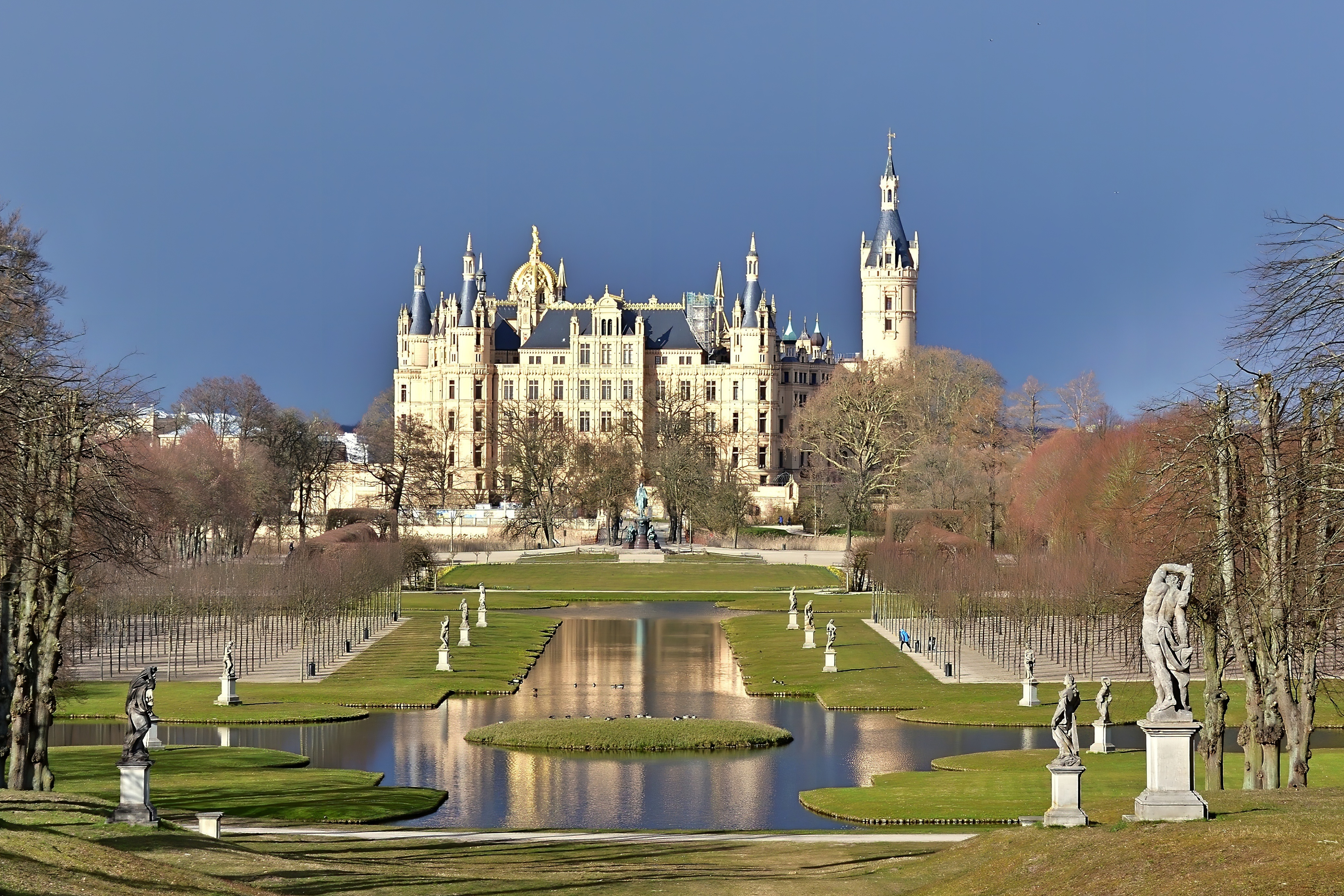
Schweriner Schlossgarten mit Schloss

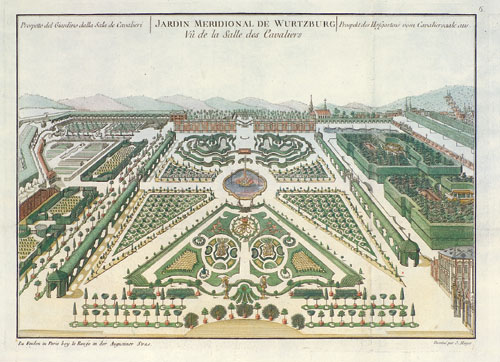
Hofgarten der Würzburger Residenz, um 1770

  - Schlossgarten von Schloss Weikersheim
  - Schlosspark Ludwigsburg
- Bayern
  - Der Schlossgarten von Schloss Hohenaltheim
  - Der Schlossgarten in Erlangen
  - Die Hesperidengärten in Nürnberg
  - Garten der Würzburger Residenz
  - Schloss Schleißheim in Oberschleißheim
  - Schlosspark Nymphenburg in München
  - Park von Schloss Veitshöchheim bei Würzburg (Rokokogarten)
- Brandenburg
  - Park Sanssouci
- Hessen
  - Park des Fuldaer Stadtschlosses
  - Die Karlsaue in Kassel
- Mecklenburg-Vorpommern
  - Schweriner Schlossgarten
  - Schlosspark Neustrelitz
- Niedersachsen
  - Französischer Garten in Celle
  - Großer Garten in Hannover-Herrenhausen
  - Schloss Gesmold in Melle-Gesmold
- Nordrhein-Westfalen
  - Schloss Augustusburg in Brühl
  - Kloster Kamp in Kamp-Lintfort
  - Französischer Garten des Schlosses Benrath in Düsseldorf
  - Der von Johann Moritz angelegte Park in Kleve
  - Schlossgarten von Schloss Nordkirchen
- Rheinland-Pfalz
  - Palastgarten in Trier
  - Propsteigarten in Hirzenach
- Saarland
  - Barockgarten der Orangerie in Blieskastel
  - Barockgarten des Edelhauses in Homburg-Schwarzenacker
  - Barockgarten des Schlosses in Saarbrücken
  - Barockgarten des Palais von Nell in Perl (Mosel)
- Sachsen
  - Schlossgarten in Delitzsch
  - Barockgarten Großsedlitz bei Dresden
  - Park von Schloss Lichtenwalde bei Chemnitz
  - Barockgarten Zabeltitz bei Meißen
  - Barockgarten des Ritterguts Kössern[1]
  - Rokoko-Park des Ritterguts Kohren-Sahlis, angelegt 1771[2]
- Sachsen-Anhalt
  - Schloss Hundisburg in Haldensleben
  - Schlossgärten in Blankenburg (Harz)
- Schleswig-Holstein
  - Gutspark Jersbek bei Hamburg
  - Barockgarten des Schlosses Gottorf mit Globushaus in Schleswig
- Thüringen
  - Park von Schloss Ebeleben

### Österreich
- Mirabell-Garten in Salzburg
- Park von Schloss Schönbrunn in Wien
- Park von Schloss Belvedere in Wien
- Augarten in Wien
- Park von Schloss Hof in Niederösterreich[3]

### England
- Park von Blenheim Palace in der Grafschaft Oxfordshire

### Frankreich
- Barockgarten von Schloss Lunéville
- Park von Schloss Versailles bei Paris
- Park von Schloss Vaux-le-Vicomte bei Paris
- Park von Schloss Chantilly, nördlich von Paris
- Park von Schloss Chanteloup bei Amboise

### Italien

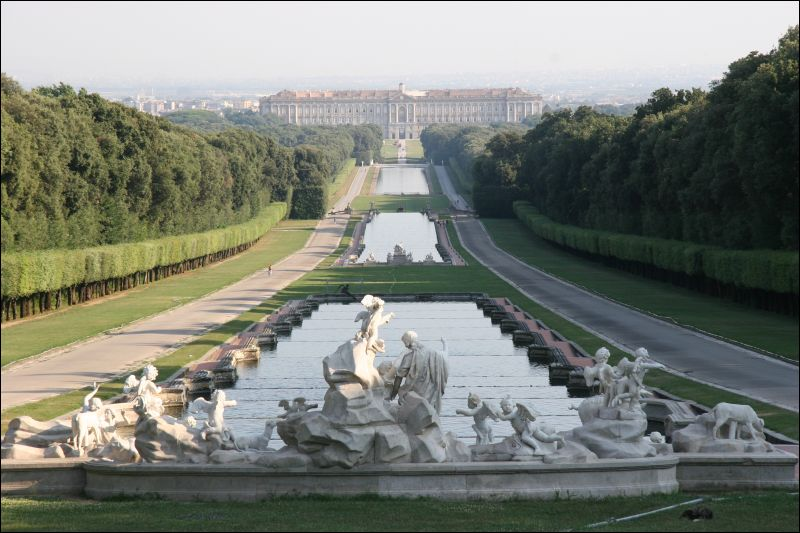
Blick auf den Palast von Caserta

- Gartenanlagen am Palast von Caserta bei Neapel
- Park von Schloss Stupinigi bei Turin
- Park von Castello di Racconigi bei Turin

### Luxemburg
- Barockgarten von Schloss Ansemburg

### Niederlande
- Schlosspark von Het Loo bei Apeldoorn, Gelderland

### Polen
- Park von Schloss Nieborów, Woiwodschaft Łódź
- Park des Branicki-Palastes in Białystok, Woiwodschaft Podlachien

### Russland

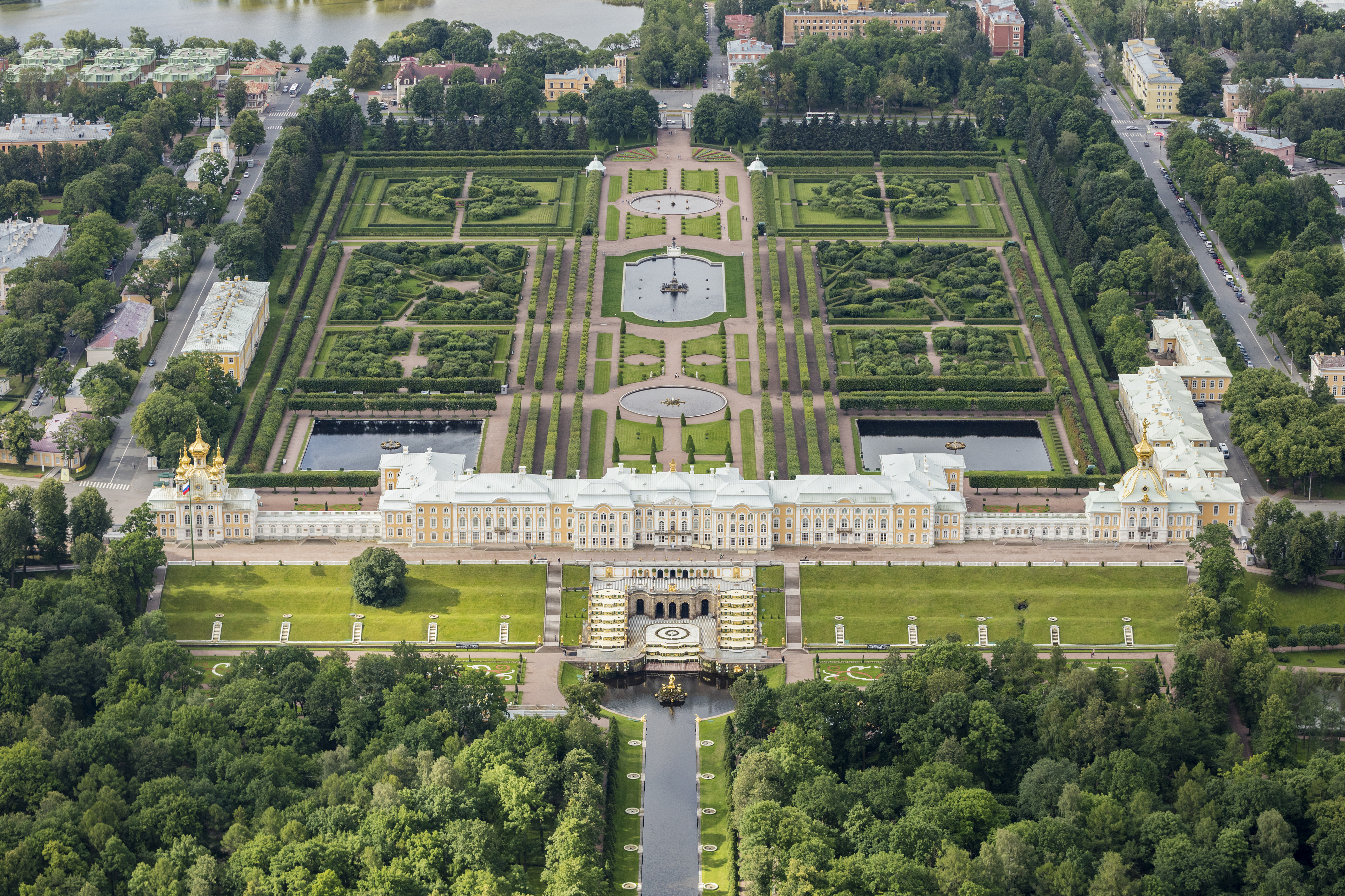
Schloss Peterhof

- Park von Schloss Peterhof bei Sankt Petersburg
- Park des Katharinenpalasts bei Sankt Petersburg
- Alter Garten im Katharinenpark in Puschkin
- Schlosspark von Kuskowo in Moskau
- Gärten des Großen Menschikow Palais in Lomonossow westlich von St. Petersburg

### Tschechien
- Vrtba-Garten in Prag
- Garten des Palais Waldstein in Prag (Übergang vom Manierismus der Spätrenaissance zum Barock)

### Spanien
- Palacio Real (Aranjuez)
- Palacio Real (La Granja) in San Ildefonso, Segovia

### Schweiz
- Schloss Waldegg (Feldbrunnen-St. Niklaus)
- Schloss Wartenfels (Lostorf)
- Schloss Blumenstein
- Schloss Hindelbank

### Allgemein
– alphabetisch nach Autoren geordnet –
- Marie Luise Gothein: Geschichte der Gartenkunst. Band 2: Von der Renaissance in Frankreich bis zur Gegenwart. Herausgegeben mit Unterstützung der Königlichen Akademie des Bauwesens in Berlin. Diederichs, Jena 1914. Nachdruck der 2. Auflage 1926 als 4. Auflage 1997, ISBN 978-3-424-00935-4, Digitalisat der ULB Düsseldorf.
- Wilfried Hansmann, Kerstin Walter: Geschichte der Gartenkunst. Von der Renaissance bis zum Landschaftsgarten. DuMont-Literatur-und-Kunst-Verlag, Köln 2006, ISBN 3-8321-7670-5.
- Iris Lauterbach: Der französische Garten am Ende des Ancien Régime. „Schöne Ordnung“ und „geschmackvolles Ebenmaß“ (= Grüne Reihe. 9). Wernersche Verlagsgesellschaft, Worms 1987, ISBN 978-3-88462-047-2.
- Hans Sarkowicz (Hrsg.): Die Geschichte der Gärten und Parks. Insel-Verlag, Frankfurt am Main 2001, ISBN 3-458-34423-3.

### Einzelthemen
– alphabetisch nach Themen geordnet –
- Dora Skamperls: Die Rolle der Auftraggeber in der praktischen Gestaltung von Schlossgärten des 18. Jahrhunderts. In: Die Gartenkunst. 27, (2/2015), S. 313–321.[5]
- Alfred Schelter: Die Hecke im Barockgarten. Bedeutung – Pflege – Instandsetzung – Rekonstruktion: Aufgaben und Grenzen der Garten-Denkmalpflege. In: Die Gartenkunst. 18, (2/2006), S. 343–354.
- Werner von Koppenfels (Hrsg.): Barocke Gärten der Literatur. Eine europäische Anthologie. Überwiegend übersetzt von Werner von Koppenfels. Dieterich’sche Verlagsbuchhandlung, Mainz 2007, ISBN 978-3-87162-066-9, Inhaltsverzeichnis.
- Eva Berger: Die Nutzung der Zier- und Lustgärten und deren Zugangsmöglichkeiten im Barock. In: Die Gartenkunst. 27, (2/2015), S. 359–372.[5]
- Helena Langewitz: Der Garten in der Oper – die Oper im Garten. Theatralisierung von Gärten im Musiktheater des 17. und 18. Jahrhunderts. In: Die Gartenkunst. 27, (2/2015), S. 329–346.[5]
- Nina Gerlach: Barocke Gartenkunst im Spielfilm. In: Die Gartenkunst. 20, (1/2008), S. 165–184.

### Geografisch

#### Länderübergreifend
– alphabetisch nach Autoren geordnet –
- Torsten Olaf Enge, Carl Friedrich Schröer: Gartenbaukunst in Europa. 1450–1800. Vom Villengarten der italienischen Renaissance bis zum englischen Landschaftsgarten. Taschen, Köln 1994, ISBN 3-8228-0402-9.
- Ehrenfried Kluckert: Gartenkunst in Europa. Von der Antike bis zur Gegenwart. Hrsg. von Rolf Toman. Mit Fotografien von Markus Bassler (Bildband). Könemann, Köln 2005, ISBN 3-8331-1044-9; Ullmann, Potsdam 2013, ISBN 978-3-8480-0351-8, Inhaltsverzeichnis.

#### Einzelne Länder
– alphabetisch nach Ländern geordnet –
- Anneliese Almasan: Gartenlust – Lustgarten. Die schönsten historischen Gärten in Deutschland. Offizieller Führer der Schlösserverwaltungen in Baden-Württemberg, Bayern, Berlin-Brandenburg, Dessau-Wörlitz, Hessen, Rheinland-Pfalz, Sachsen, Thüringen. Schnell + Steiner, Regensburg 2003, ISBN 3-7954-1535-7, Leseprobe.
- Dieter Hennebo und Alfred Hoffmann: Geschichte der deutschen Gartenkunst. 3 Bände. Hamburg 1962–1965.
- Rob de Jong: Der niederländische Barockgarten in Geschichte und Gegenwart. Die Bedeutung eines Kunstwerks in ständigem Wandel. In: Die Gartenkunst. 4, (2/1992), S. 199–218.[6]
- Eva Berger: Der Barockgarten in Österreich aus europäischer Perspektive. Internationale Tagung, Wien, 3.–5. Oktober 2013. In: Die Gartenkunst 27, (2/2015), S. 311.[5]
- Clemens Alexander Wimmer: Österreichische Barockgärten im europäischen Vergleich. In: Die Gartenkunst. 26, (2/2014), S. 235–274.
- Jochen Martz: Zur Rolle der Gärtner bei der Anlage österreichischer Barockgärten unter besonderer Berücksichtigung des Wiener Raumes. In: Die Gartenkunst. 27, (2/2015), S. 322–327.[5]
- Regine von Schopf: Barockgärten in Westfalen (= Grüne Reihe. 10). Wernersche Verlagsgesellschaft, Worms 1988, ISBN 978-3-88462-049-6.